# Xiaojia He
Xiaojia He (kinesiska: 小夹河) är ett vattendrag i Kina. Det ligger i provinsen Liaoning, i den nordöstra delen av landet, omkring 63 kilometer sydost om provinshuvudstaden Shenyang.
Genomsnittlig årsnederbörd är 1 100 millimeter. Den regnigaste månaden är juli, med i genomsnitt 274 mm nederbörd, och den torraste är januari, med 11 mm nederbörd.